# Три чучура
„Трите чучура“ е квартал в западната част на гр. Стара Загора, името му произлиза от чешмата с три чучура, намираща се на негова територия. Кварталът е разделен на три части: „Три чучура – север“, „Три чучура – център“ и „Три чучура – юг“.

## Три чучура – център
Централната му част е най-малка, но и най-благоустроена и представлява един от най-хубавите квартали в града. Надморската височина на местността е от 240 м. до 280 м. Там има поща, детска градина, хипермаркет „Билла“ и няколко бензиностанции. Кварталът се намира до главния булевард „Цар Симеон Велики“. На север квартала граничи с „Три чучура – север“, на изток с квартал „Казански“, а на юг е Индустриална зона с жп линиите.

## Три чучура – север
Северната част на квартала е почти самостоятелна и добре благоустроена. Надморската височина на квартала е от 300 м до 330 м. В нея има функциониращи училище и детска градина. Свързаността с централната част на града и други квартали е осигурена чрез автобусни транспортни линии. По-старите „заралии“ познават тази част от града още с името „Орловото гнездо“ (по името на най-високата сграда).

## Три чучура – юг
„Три чучура – юг“ се намира в югозападната част на Стара Загора. Надморската му височина е от 200 м до 240 м. В квартала има училище, детска градина, а на границата му с квартал „Казански“ се намира пазар „Васил Шаханов“, където може да се намерят дрехи, плодове и зеленчуци. В близост е и хипермаркет „Билла“, който е разделен на три, като втората част е на магазин JYSK, а третата част е магазин за техника „Техномаркет“.